# Michael Mathieu
Michael Mathieu (Grand Bahama, 24 juni 1984) is een Bahamaanse sprinter, die is gespecialiseerd in de 400 m. Hij werd Bahamaans kampioen in deze discipline en nam driemaal deel aan de Olympische Spelen. Bij die gelegenheden veroverde hij eenmaal een gouden, een zilveren en een bronzen medaille.

## Loopbaan
Op de Pan-Amerikaanse jeugdkampioenschappen van 2003 in de hoofdstad Bridgetown won Mathieu op de 400 m een bronzen medaille. Met een tijd van 46,47 s eindigde hij achter de Amerikanen Ashton Collins en Jeremy Wariner.
Een van zijn beste prestaties leverde Mathieu in 2007. Hij won toen met zijn teamgenoten Avard Moncur, Andrae Williams en Chris Brown op de 4 x 400 m estafette een zilveren medaille tijdens de wereldkampioenschappen in Osaka. Met een tijd van 2.59,18 eindigden ze achter het estafetteteam uit Amerika (goud; 2.55,56) en voor dat van Polen (brons; 3.00,05).
Een jaar later deed Mathieu de prestatie van Osaka nog eens dunnetjes over. Op de Olympische Spelen in Peking kwam het Bahamaanse estafettekwartet op de 4 x 400 m opnieuw tot een topprestatie. Samen met Andretti Bain, Andrae Williams en Chris Brown liep Mathieu zich wederom in de prijzen en alweer werd het zilver. Met een tijd van 2.58,03 finishte het team achter de estafetteploeg uit Amerika (goud; 2.55,39), maar voor de estafetteploeg uit Rusland (brons; 2.58,06).
Op de Olympische Spelen van 2012 in Londen miste Mathieu met een vierde plaats op de 400 m op een haar na een medaille. Hij nam ook deel aan de 200 m, maar werd in de halve finale gediskwalificeerd. Op de 4 x 400 m estafette revancheerde hij zich echter op de best mogelijke wijze door samen met zijn landgenoten Ramon Miller, Demetrius Pinder en Chris Brown naar de overwinning te snellen in de nationale recordtijd van 2.56,72. Op de Olympische Spelen van 2016 in Rio de Janeiro kwam hij wederom uit op de 4 x 400 m estafette. Met een tijd van 2.58,49 eindigde het team op een derde plaats.

## Titels
- Olympisch kampioen 4 x 400 m - 2012
- Pan-Amerikaanse Spelen kampioen 4 x 400 m - 2007
- Bahamaans kampioen 200 m - 2007
- Bahamaans kampioen 400 m - 2006

## Persoonlijke records
Outdoor
| Onderdeel | Prestatie       | Datum         | Plaats       |
| --------- | --------------- | ------------- | ------------ |
| 100 m     | 10,18 s         | 11 april 2015 | Coral Gables |
| 200 m     | 20,16 s (ex-NR) | 6 mei 2012    | Belém        |
| 400 m     | 45,00 s         | 27 juni 2015  | Nassau       |

Indoor
| Onderdeel | Prestatie | Datum           | Plaats      |
| --------- | --------- | --------------- | ----------- |
| 60 m      | 6,78 s    | 6 maart 2009    | Baton Rouge |
| 200 m     | 21,20 s   | 3 februari 2007 | New Haven   |
| 400 m     | 46,05 s   | 31 januari 2016 | Birmingham  |

## Palmares

### 200 m
- 2007:  Bahamaanse kamp. - 20,82 s
- 2007: 4e Pan-Amerikaanse Spelen - 20,89 s
- 2011:  Centraal-Amerikaanse en Caribische kamp. - 20,60 s
- 2011: 4e Pan-Amerikaanse Spelen - 20,62 s
- 2011: 2e in serie WK - 20,46 s
- 2012: DSQ in ½ fin. OS (in serie 20,62 s)

### 400 m
Kampioenschappen
- 2003:  Pan-Amerikaanse jeugdkampioenschappen - 46,47 s
- 2006:  Bahamaanse kamp. - 46,59 s
- 2008: 3e in serie WK indoor - 47,34 s
- 2008:  Centraal-Amerikaanse en Caribische kamp. - 45,66 s
- 2008: 6e in ½ fin. OS - 45,56 s
- 2010: 5e in ½ fin. WK indoor - 47,09 s
- 2010: 4e Gemenebestspelen - 45,56 s

Golden League-podiumplek
- 2009:  ISTAF – 45,92 s

### 4 x 100 m
- 2002:  Centraal-Amerikaanse en Caribische jeugdkamp. - 40,57 s

### 4 x 400 m
- 2002:  Centraal-Amerikaanse en Caribische jeugdkamp. - 3.11,11
- 2007:  Pan-Amerikaanse Spelen - 3.01,94
- 2007:  WK - 2.59,18
- 2008:  Centraal-Amerikaanse en Caribische kamp. - 3.02,48
- 2008:  OS - 2.58,03
- 2010: DNF WK indoor
- 2010: 4e Gemenebestspelen - 3.04,35
- 2011:  Centraal-Amerikaanse en Caribische kamp. - 3.01,33
- 2012:  OS - 2.56,72 (NR)
- 2014:  World Relays - 2.57,59
- 2014:  Gemenebestspelen - 3.00,51
- 2015:  World Relays - 2.58,91
- 2015: 4e Pan-Amerikaanse Spelen - 3.00,34
- 2016:  WK indoor - 3.04,75
- 2016:  OS - 2.58,49
- 2018:  NACAC-kamp. - 3.03,88

1912: Sheppard, Lindberg, Meredith, Reidpath ·
1920: Griffiths, Lindsay, Ainsworth-Davis, Butler ·
1924: Cochran, Helffrich, MacDonald, Stevenson ·
1928: Baird, Alderman, Spencer, Barbuti ·
1932: Fuqua, Ablowich, Warner, Carr ·
1936: Wolff, Rampling, Roberts, Brown ·
1948: Harnden, Bourland, Cochran, Whitfield ·
1952: Wint, Laing, McKenley, Rhoden ·
1956: Jenkins, Jones, Mashburn, Courtney ·
1960: Yerman, Young, G. Davis, O. Davis ·
1964: Cassell, Larrabee, Williams, Carr ·
1968: Matthews, Freeman, James, Evans ·
1972: Asati, Nyamau, Ouko, Sang ·
1976: Frazier, Brown, Newhouse, Parks ·
1980: Valiulis, Linge, Tsjernetski, Markin ·
1984: Nix, Armstead, Babers, McKay ·
1988: Everett, Lewis, Robinzine, Reynolds ·
1992: Valmon, Watts, Johnson, Lewis ·
1996: Harrison, Smith, Mills, Maybank ·
2000: Bada, Chukwu, Monye, Udo-Obong  ·
2004: Harris, Brew, Wariner, Williamson ·
2008: Merritt, Taylor, Neville, Wariner ·
2012: Brown, Pinder, Mathieu, Miller ·
2016: Hall, McQuay, Roberts, Merritt ·
2020: Cherry, Norman, Deadmon, Benjamin ·
2024: Bailey, Norwood, Deadmon, Benjamin
1983 Bert Cameron ·
1987 Thomas Schönlebe ·
1991 Antonio Pettigrew ·
1993 Michael Johnson ·
1995 Michael Johnson ·
1997 Michael Johnson ·
1999 Michael Johnson ·
2001 Avard Moncur ·
2003 Jerome Young ·
2005 Jeremy Wariner ·
2007 Jeremy Wariner ·
2009 LaShawn Merritt ·
2011 Kirani James ·
2013 LaShawn Merritt ·
2015 Wayde van Niekerk ·
2017 Wayde van Niekerk ·
2019 Steven Gardiner ·
2022 Michael Norman ·
2023 Antonio Watson